# Jamais Te Esquecerei
Jamais Te Esquecerei é uma telenovela brasileira produzida e exibida pelo SBT entre 14 de abril até 26 de setembro de 2003, totalizando 120 capítulos exibidos. Substituiu Pequena Travessa e foi substituída por Canavial de Paixões. 
É uma versão da telenovela mexicana Nunca Te Olividaré, de Caridad Bravo Adams, sendo adaptada por Henrique Zambelli, com a colaboração de Enéas Carlos, supervisão de Ecila Pedroso, sob direção de Jacques Lagôa e Sacha e direção geral de Henrique Martins.
Conta com Ana Paula Tabalipa, Fábio Azevedo, Bia Seidl, Marcos Wainberg, Micaela Góes, Danton Mello, Vera Zimmermann e Viviane Victorette nos papéis principais.

## Enredo
Em Serra das Pedras, uma pequena cidade do interior, Beatriz e Danilo, fazem uma jura de amor eterno. Ainda crianças eles são separados e jamais poderiam imaginar as imensas dificuldades que terão que enfrentar e os obstáculos que terão que transpor para viver um grande amor. O maior de todos os obstáculos é Leonor, mãe de Danilo, uma mulher má que irá utilizar os mais terríveis recursos para separar seu filho de Beatriz. Tudo por que seu marido, Antônio, ainda nutre uma antiga paixão por Isabela, a mãe de Beatriz.
Há muitos anos,quando eram jovens, Antônio e Isabela viveram um grande amor mas só não se casaram por imposição do pai da moça que a obrigou a se casar com outro. Após doze anos, António descobre que Isabela está viúva e ele reencontra sua antiga paixão, mas que devido a uma doença grave ela está com os dias contados.
Em seu leito de morte, ele promete a Isabela que cuidará de Beatriz como se fosse sua própria filha. Entretanto, Leonor, ao perceber a forte ligação entre Beatriz e Danilo, vê crescer em seu coração um ciúme doentio e, cada vez mais maquiavélica, decide separar o jovem casal, matriculando Beatriz em um convento na capital e enviando Danilo para estudar nos Estados Unidos. Mas, o que Leonor não prevê, é que o tempo e a distância vão tornar ainda mais intenso o amor que sentem um pelo outro.
Depois de anos, Beatriz e Danilo voltam para Serra das Pedras. Silvia, amiga de infância e apaixonada por Danilo, junta-se a Leonor para separar o casal, para que isso aconteça Beatriz e Danilo serão vítimas de um plano sórdido: para separá-los definitivamente, Leonor fará com que acreditem que são irmãos. Atormentados, Danilo e Beatriz farão de tudo para fugir dessa paixão proibida e esquecer o pacto que fizeram ainda crianças. Só que o que eles não esperavam é que Beatriz ficaria grávida de Danilo e o pai de Silvia (Vítor)se apaixona perdidamente por ela. Vítor é um homem ganancioso que não mede esforços, nem vidas, para conseguir o que quer. Beatriz vai para a fazenda de sua família sem contar sobre a gravidez para Danilo, e ao chegar lá descobre que a fazenda está totalmente hipotecada. Beatriz não tem dinheiro para pagar a hipoteca e fica receosa. Vítor paga a hipoteca da fazenda e faz uma proposta para Beatriz: ou ela se casa com ele e ganha a fazenda novamente ou ela será despejada. Beatriz volta para Serra das Pedras para pedir ajuda a Danilo em nome do filho dos dois, mas descobre que ele vai se casar com Silvia.

## Elenco
| Intérprete                   | Personagem            |
| ---------------------------- | --------------------- |
| Ana Paula Tabalipa           | Beatriz da Silva      |
| Fábio Azevedo                | Danilo Mesquita       |
| Bia Seidl                    | Leonor Mesquita       |
| Marcos Wainberg              | Vítor Ribeiro         |
| Micaela Góes                 | Sílvia Ribeiro        |
| Danton Mello                 | Eduardo Moraima       |
| Vera Zimmermann              | Açucena Maria de Melo |
| Viviane Victorette           | Letícia Camargo       |
| Felipe Folgosi               | Álvaro de Melo        |
| Delano Avelar                | Daniel Leal           |
| Clarisse Abujamra            | Alzira de Melo        |
| Magali Biff                  | Iracema               |
| Rogério Márcico              | Samuel                |
| César Pezzuoli               | Justo Camargo         |
| Ana Maria Nascimento e Silva | Irene Camargo         |
| Wanderley Cardoso            | Adamastor             |
| Fabrício Pietro              | Ivan                  |
| Valéria Sândalo              | Celeste               |
| Jonathan Nogueira            | Beto                  |
| Rejane Arruda                | Branca                |
| Vera Mancini                 | Serafina              |
| Fábio Araújo                 | Gordo                 |
| Aldine Müller                | Délia                 |
| Fabíola Dutkiev              | Lola                  |
| Tiago Moraes                 | Matheus Moraima       |
| Paulo Vasconcelos            | Waldir                |
| Vicente Morellato            | Téo                   |
| Rogério Bandeira             | Afrânio               |
| Paixão de Jesus              | Benedita              |
| Eduardo Silva                | João Cirilo           |

### Participações especiais
| Intérprete          | Personagem        |
| ------------------- | ----------------- |
| Jonas Bloch         | Antônio Mesquita  |
| Tássia Camargo      | Isabela da Silva  |
| Glauce Graieb       | Madre Encarnação  |
| Chica Lopes         | Irmã Margarida    |
| Carine Quadros      | Hilda             |
| Sandra Mara Azevedo | Madalena          |
| Ricardo di Giácomo  | Lino              |
| Luciana Canton      | Priscila          |
| Amadeu Lamounier    | Léo               |
| Daniela Ferro       | Consuelo          |
| Mauro Gorini        | Carlos            |
| Marco Lunez         | Genésio           |
| Tadeu de Menezes    | Seu Filó          |
| Lorenza Pozza       | Beatriz (criança) |
| Vitor Morosini      | Danilo (criança)  |
| Iuli de Souza       | Sílvia (criança)  |
| Jair Rodrigues      | Ele mesmo         |

## Reprises
Foi reprisada pela primeira vez entre 7 de janeiro e 1 de abril de 2013, em 58 capítulos, substituindo Canavial de Paixões, e sendo substituída pela novela mexicana inédita Cuidado com o Anjo.

## Audiência
Exibição original
Com meta estabelecida de 13 pontos, a novela estreou com 18 pontos e picos de 20. Durante as duas primeiras semanas, Jamais te Esquecerei manteve a média entre 11 e 13 pontos, porém começou a cair gradativamente até a reta final. A novela não conseguiu recuperar a audiência. O último capítulo marcou 11 pontos e a média geral foi de 10 pontos, 4 a menos que a anterior Pequena Travessa.

Reprise
Na reprise, sua audiência oscilou entre 2 e 4 pontos e teve média geral de 2.8 pontos, sendo o pior índice da história das "novelas da tarde" do SBT, e prejudicando outras produções que vinham em horários antes e depois da novela.

## Trilha sonora
Capa: Fábio Azevedo e Ana Paula Tabalipa
1. Jamais Te Esquecerei - Ivan Lins (Tema de abertura)
2. Quase um Segundo - Luiza Possi
3. Que Amor é Esse - Chitãozinho & Xororó (Tema de Beatriz e Danilo)
4. Doce Presença - Luanda Cozetti (Tema de Danilo e Beatriz)
5. Um Dia Mais - Zezé Di Camargo & Luciano (Tema de Eduardo)
6. Resposta ao Tempo - Adriana Godoy (Tema de Açucena e Eduardo)
7. Tempestade de Paixão - Guilherme & Santiago
8. Todos os Meus Sentidos - Olivia Heringer
9. Poeira no Vento - Chrystian & Ralf
10. Epitáfio - Gal Costa
11. As Dores do Mundo - Hyldon
12. Incondicionalmente - Vega (Tema de Silvia/Silvia e Eduardo)
13. Onde Anda Você - Toquinho e Vinicius
14. Pra Te Amar - Nila Branco
15. Hoje Eu Sei - Rouge
16. Clima de Rodeio - Dallas Company